# Prostanthera incurvata
Prostanthera incurvata là một loài thực vật có hoa trong họ Hoa môi. Loài này được B.J.Conn miêu tả khoa học đầu tiên năm 1984.